# Gary Gygax
Ernest Gary Gygax (Chicago, 27 de juliol de 1938 – Lake Geneva (Wisconsin), 4 de març de 2008) fou un escriptor i autor de jocs nord-americà, conegut per ser el co-creador de Dungeons & Dragons juntament amb Dave Arneson. Sovint se'l descriu com el pare de D&D.
Els anys 60 Gygax creà una organització de clubs de jocs de guerra i fundà la convenció de jocs Gen Con. El 1972 ajudà a desenvolupar Chainmail, un joc de guerra de miniatures ambientat amb armament medieval. Va co-fundar la companyia Tactical Studies Rules (TSR, Inc.) amb el seu amic de la infància Don Kaye el 1973. L'any següent va crear D&D juntament amb Arneson, que expandia Chainmail i incloïa elements de les històries fantàstiques que li encantaven de petit. Aquell mateix any va fundar The Dragon, una revista sobre el joc que acabaven de crear. El 1977 Gygax començà a treballar en una versió més entenedora del joc, anomenada Advanced Dungeons & Dragons. Gygax va dissenyar múltiples manuals pel sistema de joc, així com bastantes aventures prefabricades anomenades "modules" que proporcionaven al Dungeon Master consells i idees per dirigir un cert escenari. El 1983 va treballar per llicenciar la línia de productes D&D a fer una sèrie de còmics, que resultaria exitosa.